# ビクトリア・エムボコ
ビクトリア・バネッサ・エムボコ（Victoria Vanessa Mboko, 2006年8月26日 - ）は、カナダの女子プロテニス選手。WTAランキング自己最高位はシングルス24位、ダブルス540位。これまでにWTAツアーでシングルス1勝を挙げている。身長178cm。右利き、バックハンド・ストロークは両手打ち。

## 生い立ち
アメリカ合衆国ノースカロライナ州シャーロットで生まれる。両親はコンゴ民主共和国からの移民。生後2ヶ月でカナダへ移住した。
4人きょうだいの末っ子で、全員がテニス選手。自身も3歳または4歳の頃からテニスを始めた。

## 選手経歴

### キャリア初期
2022年、ナショナル・バンク・オープンのダブルスにカイラ・クロスとのペアで出場し、WTAツアーの公式戦初出場。同年は全仏オープンジュニア、ウィンブルドン選手権ジュニアのダブルスでいずれも準優勝した。

### 2025年 マスターズ初優勝
2025年1月から2月にかけて、ITF女子ワールドテニスツアーで1セットも失うことなく22連勝を記録し、4つの大会で優勝した。3月初めの時点の成績は33勝3敗で、WTAランキングで自己最高の156位にランクインした。
マイアミ・オープンにワイルドカードで出場し、1回戦でカミラ・オソリオに勝利。これがWTAツアー初勝利となった。
全仏オープンに初出場し、ルル・サン、エヴァ・リスに勝利して3回戦に進出した。ウィンブルドン選手権にも初出場したが、2回戦でヘイリー・バプティステに敗れた。
ナショナル・バンク・オープンでは4回戦で、第1シードでWTAランキング2位のココ・ガウフにストレート勝ちし、ベスト8に進出。準々決勝ではジェシカ・ボウサス・マネイロに勝利し、カナダ人の女子選手では2015年のベリンダ・ベンチッチ以来、史上最年少でベスト4に進出した。エレーナ・リバキナとの準決勝では相手のマッチポイントを凌いで逆転勝利し、カナダ人選手では4人目となる決勝に進出。決勝では大坂なおみに勝利し、WTAツアー初優勝を果たした。これにより、WTAランキングで自己最高の24位にランクインした。

## WTAツアー決勝進出結果

### シングルス：1回（1勝0敗）
| 大会グレード              |
| グランドスラム (0–0)      |
| WTA1000トーナメント (1–0) |
| WTA500トーナメント (0–0)  |
| WTA250トーナメント (0–0)  |

| サーフェス別タイトル |
| ハード (1–0)         |
| クレー (0–0)         |
| 芝 (0–0)             |

| 結果 | No. | 決勝日       | 大会   | サーフェス | 対戦相手   | スコア        |
| ---- | --- | ------------ | ------ | ---------- | ---------- | ------------- |
| 優勝 | 1.  | 2025年8月8日 | カナダ | ハード     | 大坂なおみ | 2-6, 6-4, 6-1 |